# Fallout (televisieserie)
Fallout is een Amerikaans post-apocalyptische zwartkomische televisieserie met in de hoofdrollen Ella Purnell, Walton Goggins en Aaron Moten. De serie is gebaseerd op de gelijknamige computerspelserie Fallout.  In 2024 ging het eerste seizoen in première op Prime Video.

## Verhaal
In 2077 wordt de Amerikaanse beschaving vernietigd door een nucleaire holocaust. De weinige overlevenden moeten zich zien te redden in een desolate woestijnwereld vol anarchie. Welgestelde burgers wisten te ontsnappen in onderaardse bunkers (Vaults). 219 jaar later wordt Lucy's vader uit Vault nr. 33 ontvoerd door Lee Moldaver, leidster van de Nieuwe Californische Republiek. Zij gaat bovengronds om hem te redden, maar wordt meegesleurd in de jacht op een wetenschapper die de kennis draagt om alle macht in Los Angeles te kunnen grijpen. Haar pad kruist meermaals met een gemuteerde cowboy-premiejager (Ghoul) en Maximus, een soldaat van de Broeders van Staal.

## Rolverdeling
| Acteur           | Personage                  | Afl. |
| ---------------- | -------------------------- | ---- |
| Ella Purnell     | Lucy MacLean               | 8    |
| Walton Goggins   | Cooper Howard/Ghoul-cowboy | 8    |
| Aaron Moten      | Maximus                    | 8    |
| Moises Arias     | Norm MacLean               | 6    |
| Leslie Uggams    | Betty Pearson              | 5    |
| Zach Cherry      | Woody Thomas               | 5    |
| Dave Register    | Chet                       | 5    |
| Annabel O'Hagan  | Stephanie Harper           | 4    |
| Rodrigo Luzzi    | Reg McPhee                 | 4    |
| Sarita Choudhury | Lee Moldaver               | 4    |
| Frances Turner   | Barb Howard                | 4    |
| Johnny Pemberton | Thaddeus                   | 4    |
| Kyle MacLachlan  | Overseer Hank MacLean      | 2    |

## Productie
De televisieserie is een adaptatie van de populaire gelijknamige computerspelfranchise Fallout, maar wel met een volledig nieuw verhaal. Jonathan Nolan regisseerde de eerste drie afleveringen. Op 10 april 2024 ging het eerste seizoen van acht afleveringen wereldwijd in première op de streamingsdienst Prime Video. Een tweede seizoen werd aangekondigd.

## Afleveringen
| Nr. | Titel           | Datum première |
| --- | --------------- | -------------- |
| 1   | " The End"      | 10 april 2024  |
| 2   | "The Target"    | 10 april 2024  |
| 3   | "The Head"      | 10 april 2024  |
| 4   | "The Ghouls"    | 10 april 2024  |
| 5   | "The Past"      | 10 april 2024  |
| 6   | "The Trap"      | 10 april 2024  |
| 7   | "The Radio"     | 10 april 2024  |
| 8   | "The Beginning" | 10 april 2024  |